# Stilkmånerude
Stilkmånerude, (Botrychium multifidum), er en lille, grøngullig bregne, der kun bliver op til 20 cm høj. Den har en stængel, hvorpå der dels er et fliget blad, dels er en del med mange sporehuse på. Fra sporehusene dannes nye planter.
For øjeblikket kendes den i Danmark kun fra Læsø og Saltbæk Vig i Nordvestsjælland, og er fredet og er regnet som en truet art på den danske rødliste..
Den vokser på overdrev, både ved havet og inde i landet.